# Ликошин
Ликошин (пол. Łykoszyn) — село у Польщі, у ґміні Телятин Томашівського повіту Люблінського воєводства. Населення — 283 особи (2011).

## Історія
1629 року вперше згадується церква східного обряду в селі.

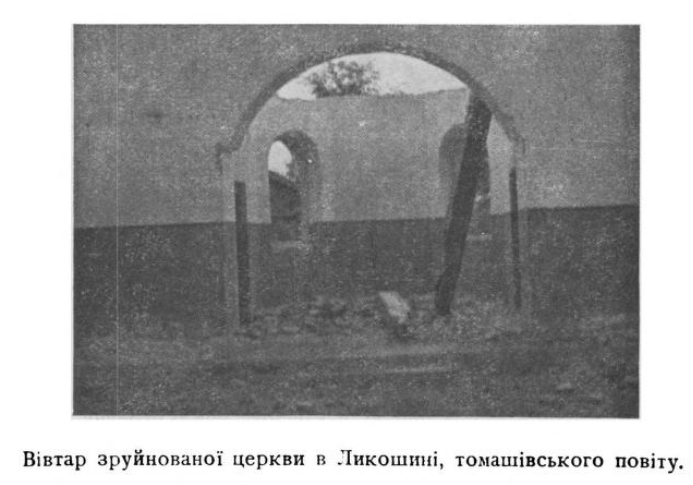
Зруйнована українська церква у Ликошині. 1938 рік.

25 червня 1938 року польська влада в рамках великої акції руйнування українських храмів на Холмщині і Підляшші знищила місцеву православну церкву.
1944 року польські шовіністи вбили в селі 9 українців.
У 1975—1998 роках село належало до Замойського воєводства.

## Населення
Демографічна структура станом на 31 березня 2011 року:
|          | Загалом | Допрацездатний вік | Працездатний вік | Постпрацездатний вік |
| -------- | ------- | ------------------ | ---------------- | -------------------- |
| Чоловіки | 150     | 27                 | 103              | 20                   |
| Жінки    | 133     | 24                 | 76               | 33                   |
| Разом    | 283     | 51                 | 179              | 53                   |